# Worldloppet Cup 2017
Der Worldloppet Cup 2017 ist eine vom Weltskiverband FIS sowie dem Worldloppet-Verband ausgetragene Wettkampfserie im Skilanglauf. Sie begann am 22. Januar 2017 mit dem Dolomitenlauf in Lienz und endete am 8. April mit dem Ugra Ski Marathon in Chanty-Mansijsk. Gesamtsieger bei den Männern wurde der Schweizer Candide Pralong; bei den Frauen war die Französin Aurélie Dabudyk erfolgreich.

## Männer

### Resultate
| 1. Worldloppet Cup in Autrans – La Foulée Blanche | 1. Worldloppet Cup in Autrans – La Foulée Blanche | 1. Worldloppet Cup in Autrans – La Foulée Blanche | 1. Worldloppet Cup in Autrans – La Foulée Blanche | 1. Worldloppet Cup in Autrans – La Foulée Blanche |
| ------------------------------------------------- | ------------------------------------------------- | ------------------------------------------------- | ------------------------------------------------- | ------------------------------------------------- |
| Datum                                             | Disziplin                                         | Erster Platz                                      | Zweiter Platz                                     | Dritter Platz                                     |
| 15. Januar 2017                                   | 50 km Freistil                                    | Wettbewerb abgesagt                               | Wettbewerb abgesagt                               | Wettbewerb abgesagt                               |

| 2. Worldloppet Cup in Lienz – Dolomitenlauf | 2. Worldloppet Cup in Lienz – Dolomitenlauf | 2. Worldloppet Cup in Lienz – Dolomitenlauf | 2. Worldloppet Cup in Lienz – Dolomitenlauf | 2. Worldloppet Cup in Lienz – Dolomitenlauf |
| ------------------------------------------- | ------------------------------------------- | ------------------------------------------- | ------------------------------------------- | ------------------------------------------- |
| Datum                                       | Disziplin                                   | Erster Platz                                | Zweiter Platz                               | Dritter Platz                               |
| 22. Januar 2017                             | 60 km Freistil                              | Ivan Perrillat Boiteux                      | Candide Pralong                             | Loïc Guigonnet                              |

| 3. Worldloppet Cup im Val di Fiemme und Val di Fassa – Marcialonga | 3. Worldloppet Cup im Val di Fiemme und Val di Fassa – Marcialonga | 3. Worldloppet Cup im Val di Fiemme und Val di Fassa – Marcialonga | 3. Worldloppet Cup im Val di Fiemme und Val di Fassa – Marcialonga | 3. Worldloppet Cup im Val di Fiemme und Val di Fassa – Marcialonga |
| ------------------------------------------------------------------ | ------------------------------------------------------------------ | ------------------------------------------------------------------ | ------------------------------------------------------------------ | ------------------------------------------------------------------ |
| Datum                                                              | Disziplin                                                          | Erster Platz                                                       | Zweiter Platz                                                      | Dritter Platz                                                      |
| 29. Januar 2017                                                    | 57 km klassisch                                                    | Tord Asle Gjerdalen                                                | Johan Kjølstad                                                     | Morten Eide Pedersen                                               |

| 4. Worldloppet Cup im Oberammergau und König-Ludwig-Lauf | 4. Worldloppet Cup im Oberammergau und König-Ludwig-Lauf | 4. Worldloppet Cup im Oberammergau und König-Ludwig-Lauf | 4. Worldloppet Cup im Oberammergau und König-Ludwig-Lauf | 4. Worldloppet Cup im Oberammergau und König-Ludwig-Lauf |
| -------------------------------------------------------- | -------------------------------------------------------- | -------------------------------------------------------- | -------------------------------------------------------- | -------------------------------------------------------- |
| Datum                                                    | Disziplin                                                | Erster Platz                                             | Zweiter Platz                                            | Dritter Platz                                            |
| 5. Februar 2017                                          | 38 km klassisch                                          | Max Olex                                                 | Damien Tarantola                                         | Bastien Buttin                                           |

| 5. Worldloppet Cup in Mouthe – Transjurassienne | 5. Worldloppet Cup in Mouthe – Transjurassienne | 5. Worldloppet Cup in Mouthe – Transjurassienne | 5. Worldloppet Cup in Mouthe – Transjurassienne | 5. Worldloppet Cup in Mouthe – Transjurassienne |
| ----------------------------------------------- | ----------------------------------------------- | ----------------------------------------------- | ----------------------------------------------- | ----------------------------------------------- |
| Datum                                           | Disziplin                                       | Erster Platz                                    | Zweiter Platz                                   | Dritter Platz                                   |
| 12. Februar 2017                                | 50 km Freistil 1                                | Robin Duvillard                                 | Jean-Marc Gaillard                              | Ivan Perrillat Boiteux                          |

| 6. Worldloppet Cup in Otepää – Tartu Maraton | 6. Worldloppet Cup in Otepää – Tartu Maraton | 6. Worldloppet Cup in Otepää – Tartu Maraton | 6. Worldloppet Cup in Otepää – Tartu Maraton | 6. Worldloppet Cup in Otepää – Tartu Maraton |
| -------------------------------------------- | -------------------------------------------- | -------------------------------------------- | -------------------------------------------- | -------------------------------------------- |
| Datum                                        | Disziplin                                    | Erster Platz                                 | Zweiter Platz                                | Dritter Platz                                |
| 26. Februar 2017                             | 34 km klassisch 2                            | Bastien Buttin                               | Benoît Chauvet                               | Bastien Poirrier                             |

| 7. Worldloppet Cup von Maloja nach S-chanf – Engadin Skimarathon | 7. Worldloppet Cup von Maloja nach S-chanf – Engadin Skimarathon | 7. Worldloppet Cup von Maloja nach S-chanf – Engadin Skimarathon | 7. Worldloppet Cup von Maloja nach S-chanf – Engadin Skimarathon | 7. Worldloppet Cup von Maloja nach S-chanf – Engadin Skimarathon |
| ---------------------------------------------------------------- | ---------------------------------------------------------------- | ---------------------------------------------------------------- | ---------------------------------------------------------------- | ---------------------------------------------------------------- |
| Datum                                                            | Disziplin                                                        | Erster Platz                                                     | Zweiter Platz                                                    | Dritter Platz                                                    |
| 12. März 2017                                                    | 42 km Freistil                                                   | Dario Cologna                                                    | Anders Gløersen                                                  | Ilja Tschernoussow                                               |

| 8. Worldloppet Cup in Chanty-Mansijsk – Ugra Ski Marathon | 8. Worldloppet Cup in Chanty-Mansijsk – Ugra Ski Marathon | 8. Worldloppet Cup in Chanty-Mansijsk – Ugra Ski Marathon | 8. Worldloppet Cup in Chanty-Mansijsk – Ugra Ski Marathon | 8. Worldloppet Cup in Chanty-Mansijsk – Ugra Ski Marathon |
| --------------------------------------------------------- | --------------------------------------------------------- | --------------------------------------------------------- | --------------------------------------------------------- | --------------------------------------------------------- |
| Datum                                                     | Disziplin                                                 | Erster Platz                                              | Zweiter Platz                                             | Dritter Platz                                             |
| 8. April 2017                                             | 50 km Freistil                                            | Sergei Ustjugow                                           | Petter Northug                                            | Candide Pralong                                           |

### Gesamtwertung
| Rang | Name                   | Punkte |
| ---- | ---------------------- | ------ |
| 001. | Candide Pralong        | 292    |
| 02.  | Ivan Perrillat Boiteux | 256    |
| 03.  | Toni Livers            | 235    |
| 04.  | Bastien Poirrier       | 205    |
| 05.  | Adrien Mougel          | 177    |
| 06.  | Benoît Chauvet         | 175    |
| 07.  | Bastien Buttin         | 167    |
| 08.  | Loïc Guigonnet         | 144    |
| 09.  | Jean-Marc Gaillard     | 120    |
| 10.  | Gérard Agnellet        | 118    |
| 11.  | Kari Varis             | 117    |
| 12.  | Max Olex               | 115    |
| 13.  | Sergei Ustjugow        | 100    |
| 14.  | Dario Cologna          | 100    |

| Rang | Name                 | Punkte |
| ---- | -------------------- | ------ |
| 15.  | Robin Duvillard      | 80     |
| 16.  | Tord Asle Gjerdalen  | 80     |
| 17.  | Petter Northug       | 80     |
| 18.  | Anders Gløersen      | 80     |
| 19.  | Damien Tarantola     | 80     |
| 20.  | Johan Kjølstad       | 80     |
| 21.  | Ilja Tschernoussow   | 60     |
| 22.  | Morten Eide Pedersen | 60     |
| 23.  | Thomas Chambellant   | 56     |
| 24.  | Gleb Retiwych        | 50     |
| 25.  | Maurice Manificat    | 50     |
| 26.  | Linard Kindschi      | 50     |
| 27.  | Anders Aukland       | 50     |
| 28.  | Sergio Bonaldi       | 46     |

| Rang | Name                | Punkte |
| ---- | ------------------- | ------ |
| 29.  | Rifat Safiullin     | 45     |
| 30.  | Renaud Jay          | 45     |
| 31.  | Stian Hoelgaard     | 45     |
| 32.  | Clément Mailler     | 45     |
| 33.  | Antoine Agnellet    | 43     |
| 34.  | Øystein Pettersen   | 40     |
| 35.  | Adrien Backscheider | 36     |
| 36.  | Tyler Kornfield     | 36     |
| 37.  | Andreas Nygaard     | 36     |
| 38.  | Michail Sjamjonau   | 32     |
| 39.  | Paul Goalabre       | 32     |
| 40.  | David Norris        | 32     |
| 40.  | Torleif Syrstad     | 32     |

## Frauen

### Resultate
| 1. Worldloppet Cup in Autrans – La Foulée Blanche | 1. Worldloppet Cup in Autrans – La Foulée Blanche | 1. Worldloppet Cup in Autrans – La Foulée Blanche | 1. Worldloppet Cup in Autrans – La Foulée Blanche | 1. Worldloppet Cup in Autrans – La Foulée Blanche |
| ------------------------------------------------- | ------------------------------------------------- | ------------------------------------------------- | ------------------------------------------------- | ------------------------------------------------- |
| Datum                                             | Disziplin                                         | Erster Platz                                      | Zweiter Platz                                     | Dritter Platz                                     |
| 15. Januar 2017                                   | 50 km Freistil                                    | Wettbewerb abgesagt                               | Wettbewerb abgesagt                               | Wettbewerb abgesagt                               |

| 2. Worldloppet Cup in Lienz – Dolomitenlauf | 2. Worldloppet Cup in Lienz – Dolomitenlauf | 2. Worldloppet Cup in Lienz – Dolomitenlauf | 2. Worldloppet Cup in Lienz – Dolomitenlauf | 2. Worldloppet Cup in Lienz – Dolomitenlauf |
| ------------------------------------------- | ------------------------------------------- | ------------------------------------------- | ------------------------------------------- | ------------------------------------------- |
| Datum                                       | Disziplin                                   | Erster Platz                                | Zweiter Platz                               | Dritter Platz                               |
| 22. Januar 2017                             | 60 km Freistil                              | Aurélie Dabudyk                             | Rahel Imoberdorf                            | Seraina Boner                               |

| 3. Worldloppet Cup im Val di Fiemme und Val di Fassa – Marcialonga | 3. Worldloppet Cup im Val di Fiemme und Val di Fassa – Marcialonga | 3. Worldloppet Cup im Val di Fiemme und Val di Fassa – Marcialonga | 3. Worldloppet Cup im Val di Fiemme und Val di Fassa – Marcialonga | 3. Worldloppet Cup im Val di Fiemme und Val di Fassa – Marcialonga |
| ------------------------------------------------------------------ | ------------------------------------------------------------------ | ------------------------------------------------------------------ | ------------------------------------------------------------------ | ------------------------------------------------------------------ |
| Datum                                                              | Disziplin                                                          | Erster Platz                                                       | Zweiter Platz                                                      | Dritter Platz                                                      |
| 29. Januar 2017                                                    | 57 km klassisch                                                    | Kateřina Smutná                                                    | Britta Johansson Norgren                                           | Sara Lindborg                                                      |

| 4. Worldloppet Cup im Oberammergau und König-Ludwig-Lauf | 4. Worldloppet Cup im Oberammergau und König-Ludwig-Lauf | 4. Worldloppet Cup im Oberammergau und König-Ludwig-Lauf | 4. Worldloppet Cup im Oberammergau und König-Ludwig-Lauf | 4. Worldloppet Cup im Oberammergau und König-Ludwig-Lauf |
| -------------------------------------------------------- | -------------------------------------------------------- | -------------------------------------------------------- | -------------------------------------------------------- | -------------------------------------------------------- |
| Datum                                                    | Disziplin                                                | Erster Platz                                             | Zweiter Platz                                            | Dritter Platz                                            |
| 5. Februar 2017                                          | 38 km klassisch                                          | Aurélie Dabudyk                                          | Maria Gräfnings                                          | Tatjana Mannima                                          |

| 5. Worldloppet Cup in Mouthe – Transjurassienne | 5. Worldloppet Cup in Mouthe – Transjurassienne | 5. Worldloppet Cup in Mouthe – Transjurassienne | 5. Worldloppet Cup in Mouthe – Transjurassienne | 5. Worldloppet Cup in Mouthe – Transjurassienne |
| ----------------------------------------------- | ----------------------------------------------- | ----------------------------------------------- | ----------------------------------------------- | ----------------------------------------------- |
| Datum                                           | Disziplin                                       | Erster Platz                                    | Zweiter Platz                                   | Dritter Platz                                   |
| 12. Februar 2017                                | 50 km Freistil 3                                | Maria Gräfnings                                 | Aurélie Dabudyk                                 | Aurore Jean                                     |

| 6. Worldloppet Cup in Otepää – Tartu Maraton | 6. Worldloppet Cup in Otepää – Tartu Maraton | 6. Worldloppet Cup in Otepää – Tartu Maraton | 6. Worldloppet Cup in Otepää – Tartu Maraton | 6. Worldloppet Cup in Otepää – Tartu Maraton |
| -------------------------------------------- | -------------------------------------------- | -------------------------------------------- | -------------------------------------------- | -------------------------------------------- |
| Datum                                        | Disziplin                                    | Erster Platz                                 | Zweiter Platz                                | Dritter Platz                                |
| 26. Februar 2017                             | 34 km klassisch 4                            | Aurélie Dabudyk                              | Tatjana Mannima                              | Maria Gräfnings                              |

| 7. Worldloppet Cup von Maloja nach S-chanf – Engadin Skimarathon | 7. Worldloppet Cup von Maloja nach S-chanf – Engadin Skimarathon | 7. Worldloppet Cup von Maloja nach S-chanf – Engadin Skimarathon | 7. Worldloppet Cup von Maloja nach S-chanf – Engadin Skimarathon | 7. Worldloppet Cup von Maloja nach S-chanf – Engadin Skimarathon |
| ---------------------------------------------------------------- | ---------------------------------------------------------------- | ---------------------------------------------------------------- | ---------------------------------------------------------------- | ---------------------------------------------------------------- |
| Datum                                                            | Disziplin                                                        | Erster Platz                                                     | Zweiter Platz                                                    | Dritter Platz                                                    |
| 12. März 2017                                                    | 42 km Freistil                                                   | Mari Eide                                                        | Rahel Imoberdorf                                                 | Caitlin Gregg                                                    |

| 8. Worldloppet Cup in Chanty-Mansijsk – Ugra Ski Marathon | 8. Worldloppet Cup in Chanty-Mansijsk – Ugra Ski Marathon | 8. Worldloppet Cup in Chanty-Mansijsk – Ugra Ski Marathon | 8. Worldloppet Cup in Chanty-Mansijsk – Ugra Ski Marathon | 8. Worldloppet Cup in Chanty-Mansijsk – Ugra Ski Marathon |
| --------------------------------------------------------- | --------------------------------------------------------- | --------------------------------------------------------- | --------------------------------------------------------- | --------------------------------------------------------- |
| Datum                                                     | Disziplin                                                 | Erster Platz                                              | Zweiter Platz                                             | Dritter Platz                                             |
| 8. April 2017                                             | 50 km Freistil                                            | Olga Rotschewa                                            | Maria Gräfnings                                           | Marija Guschtschina                                       |

### Gesamtwertung
| Rang | Name              | Punkte |
| ---- | ----------------- | ------ |
| 01.  | Aurélie Dabudyk   | 468    |
| 02.  | Maria Gräfnings   | 436    |
| 03.  | Rahel Imoberdorf  | 340    |
| 04.  | Tatjana Mannima   | 281    |
| 05.  | Klára Moravcová   | 214    |
| 06.  | Seraina Boner     | 187    |
| 07.  | Marie Kromer      | 124    |
| 08.  | Olga Rotschewa    | 122    |
| 09.  | Roxana Lacroix    | 108    |
| 10.  | Mari Eide         | 100    |
| 11.  | Kateřina Smutná   | 100    |
| 12.  | Nicole Donzallaz  | 98     |
| 13.  | Aurore Jean       | 96     |
| 14.  | Constance Vuillet | 84     |

| Rang | Name                       | Punkte |
| ---- | -------------------------- | ------ |
| 15.  | Britta Johansson Norgren   | 80     |
| 16.  | Caitlin Gregg              | 60     |
| 17.  | Marija Guschtschina        | 60     |
| 18.  | Sara Lindborg              | 60     |
| 19.  | Antonella Confortola Wyatt | 58     |
| 20.  | Astrid Øyre Slind          | 50     |
| 21.  | Emilia Lindstedt           | 40     |
| 22.  | Aljona Perewostschikowa    | 40     |
| 23.  | Tuva Toftdahl Staver       | 40     |
| 24.  | Kari Vikhagen Gjeitnes     | 36     |
| 25.  | Malin Kaellman             | 36     |
| 26.  | Jessica Müller             | 36     |
| 27.  | Jelena Soboljowa           | 36     |
| 28.  | Triin Ojaste               | 32     |

| Rang | Name                | Punkte |
| ---- | ------------------- | ------ |
| 29.  | Anna Rockstroh      | 32     |
| 30.  | Elisabeth Schicho   | 32     |
| 31.  | Julija Tichonowa    | 32     |
| 32.  | Barbara Jezeršek    | 29     |
| 33.  | Natalja Sernowa     | 29     |
| 34.  | Tina Willert        | 29     |
| 35.  | Clémentine Laurence | 28     |
| 36.  | Epp Paalberg        | 26     |
| 37.  | Elisa Brocard       | 24     |
| 38.  | Elizaveta Burtseva  | 24     |
| 39.  | Emma Camicioli      | 24     |
| 40.  | Heli Heiskanen      | 24     |